# Bodas místicas de santa Catalina (Memling)
Las Bodas místicas de santa Catalina es un gran tríptico realizado por el pintor alemán Hans Memling, de quien es una de sus obras maestras. Está realizado en óleo sobre tabla, y fue terminado en 1479 para el viejo hospital de San Juan en Brujas. Comparte escenas casi idénticas con otras dos obras suyas, el Tríptico Donne, y la Virgen con el Niño con las santas Catalina y Bárbara. La tabla central mide 172 cm de alto y 172 de ancho. Las tablas laterales o alas, miden 172 de alto y 79 de ancho. Se exhibe actualmente en el Museo Memling de Brujas. 

## Obra
La obra está formada por una tabla central y dos alas a los lados. 
En el panel de la izquierda, por el exterior, están los donantes arrodillados en oración Jacob de Kueninc y Anthonis Seghers con los santos de su nombre, Santiago y san Antonio, de pie tras ellos.
En esa tabla por el interior está la escena de la decapitación del Bautista.
En la tabla central está representada la Virgen con el Niño, con santa Catalina, y santa Bárbara sentadas a cada lado, y san Juan Bautista y san Juan el Evangelista de pie, junto a un ángel músico entre Catalina y el bautista, y otro arrodillado sosteniendo un libro que la Virgen hojea, entre Bárbara y el evangelista. 
En el ala derecha por el interior está la escena de san Juan Evangelista en Patmos.
Y, en el panel derecho por el exterior, las donantes arrodilladas en oración Agnes Casembrood y Clara van Hulsen, con las santas de sus nombres: santa Inés (Agnes) y santa Clara.

## Análisis
El viejo hospital de San Juan era uno de los cuatro hospitales públicos de Brujas, había sido fundado en el siglo XII bajo el patronazgo de San Juan Evangelista, al que en un momento posterior desconocido se añadió San Juan Bautista. Las autoridades de la ciudad lo supervisaban y financiaban desde la década de 1440, cuando una crisis fiscal hizo disminuir la financiación; entonces los hermanos y hermanas del hospital se colocaron bajo la autoridad de Jean Chevrot, obispo de Tournai y se aliaron directamente con Felipe el Bueno, de quien el obispo era consejero. Para la década de 1470, no solo se había evitado la bancarrota, sino que tenían un superávit, que decidieron gastar en una ampliación de la enfermería, un nuevo ábside en la capilla y su correspondiente retablo. La ubicación prestigiosa de la obra, así como su alcance y ejecución, le reportaron al artista comisiones adicionales: los agustinos prelados le encargaron varias obras, entre ellas la arqueta de Santa Úrsula y el Tríptico de Jan Floreins. Una inscripción y la fecha de 1479 aparece en el marco del panel central, y dado que uno de los donantes murió en 1475, tuvo que empezarse algo antes, hacia 1473.
Los paneles laterales por el exterior contienen a los donantes arrodillados en oración con sus santos patronos de pie detrás, bajo una bien simulada tracería gótica con su sombra y la de las figuras proyectándose en las paredes del fondo. Estos paneles son inusuales entre los trípticos devocionales de la época, ya que la convención era mostrarlos frente a los santos. Los historiadores del arte creen que Memling de manera novedosa buscaba enfatizar la presencia de los paneles interiores haciendo que los donantes miren directamente a la abertura entre las puertas del panel.
El panel de la izquierda muestra a Santiago, con bastón y sombrero de peregrino, y San Antonio Abad, con el bastón en tau, campanilla, el cerdito a los pies y leyendo una biblia, de pie tras los donantes arrodillados, Anthonis Seghers, hermano del hospital desde 1445 y desde 1461 y hasta su muerte en 1475 de manera intermitente Maestro del hospital, y el hermano Jacob Ceuninc, hermano desde 1469 y tesorero entre 1488 y 1490. El panel de la derecha muestra a Santa Inés, con el cordero a su lado, y Santa Clara, sosteniendo una custodia, de pie tras las donantes arrodilladas, Agnes Casembrood, priora del hospital desde 1455 hasta su muerte en 1489, y la hermana Clara van Hulson, hermana del hospital desde 1427 hasta su muerte en 1479. La ropa azul celeste de Santiago contrasta con los hábitos negros de los donantes y San Antonio, del mismo modo que al otro lado el vestido verde de Santa Inés con el blanco, negro y marrón de los hábitos de las donantes y Santa Clara. Memling rompe con la tradición también al no ubicar las figuras de los paneles en simulados nichos escultóricos, sino en un único espacio poco profundo con muros de piedra detrás. El historiador del arte Craig Harbison considera el estilo de Memling más realista y mesurado que el nervioso y escultórico de Rogier van der Weyden y que al separar las figuras profanas al exterior de las sagradas en el interior, implica más fuertemente que los artistas anteriores al devoto en una visión intimista de las imágenes sacras.

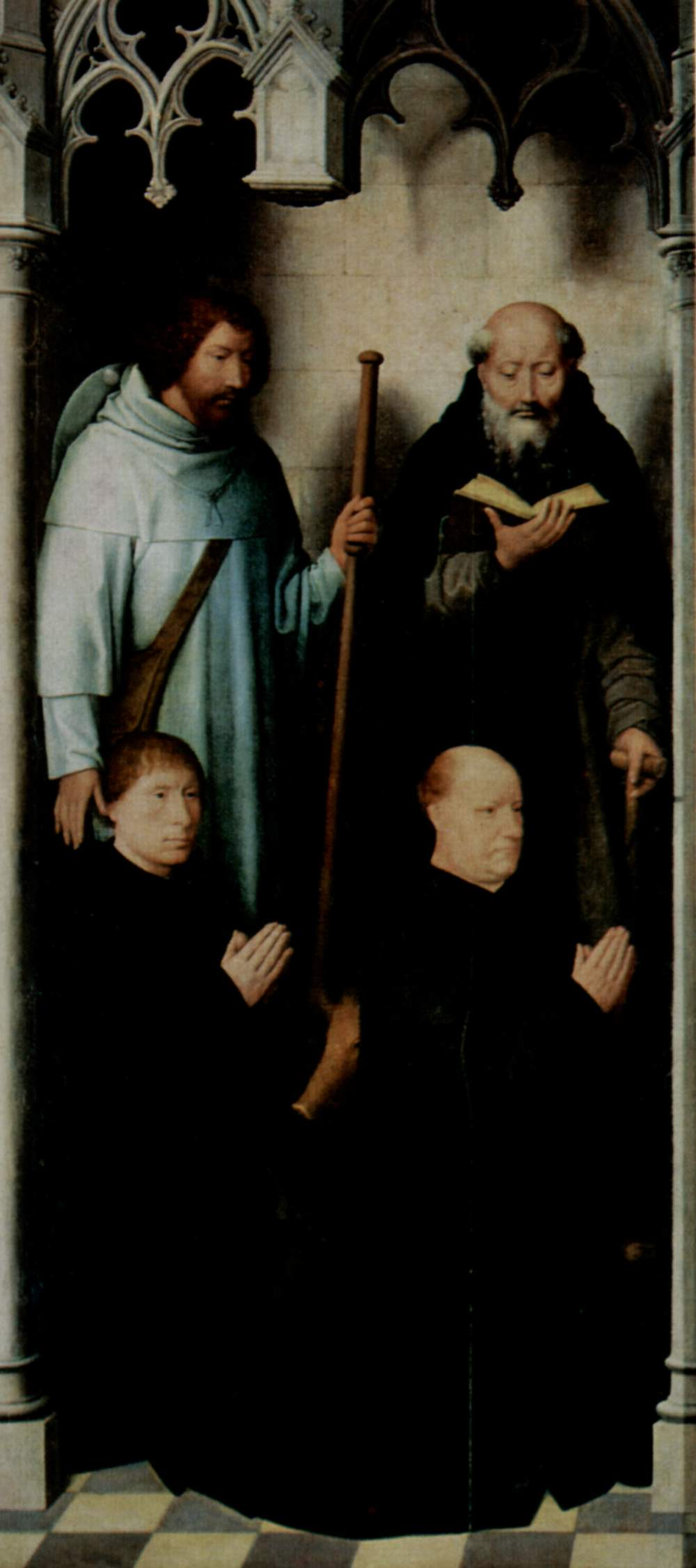
Santiago y San Antonio Abad con los donantes. Panel izquierdo exterior.

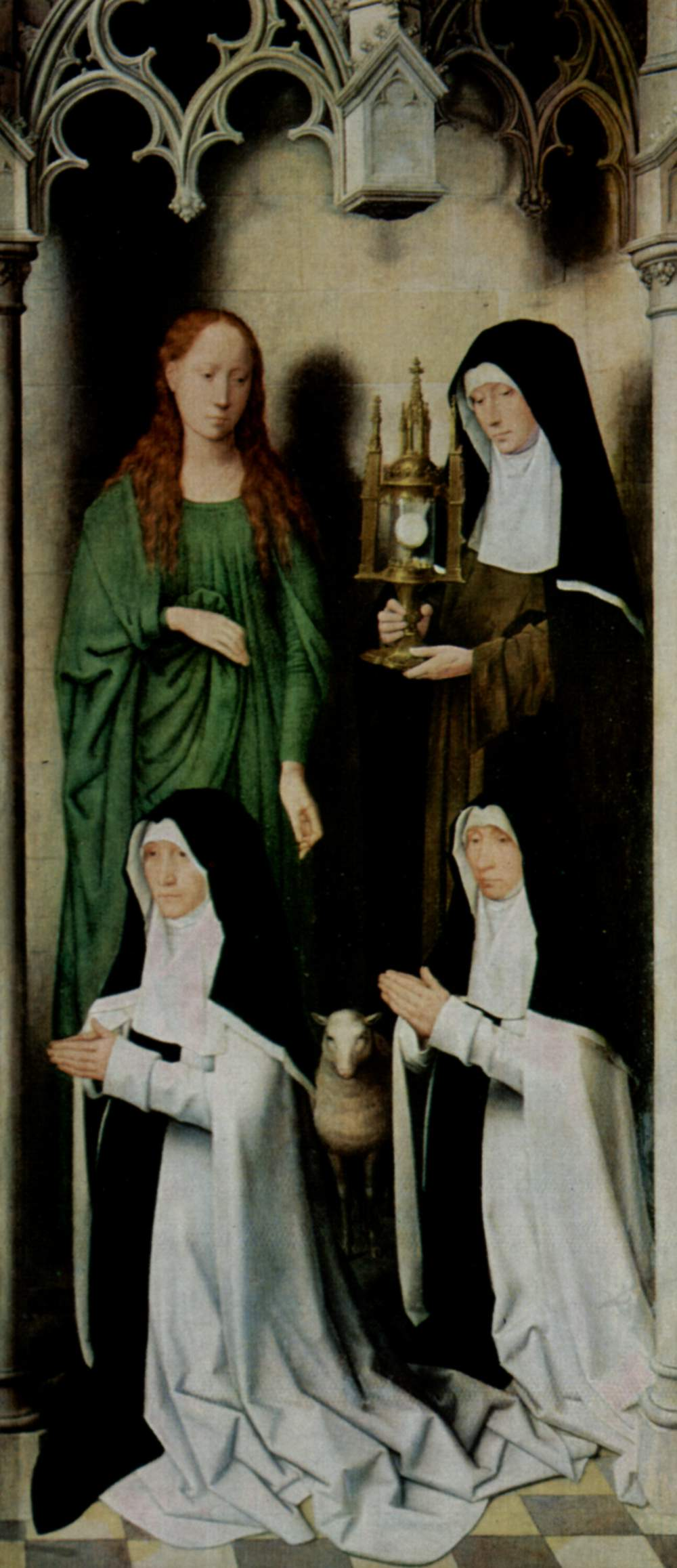
Santa Inés y Santa Clara con las donantes. Panel derecho exterior.

Los paneles interiores presentan un vivo colorido. En la tabla izquierda por el interior se presenta la degollación de Juan el Bautista, con el banquete de Herodes y baile de Salomé y el Bautismo de Jesús al fondo, y en el derecho la visión de Juan el Evangelista en Patmos, en su característico estilo sereno, sin los dramatismos también habituales en tales temas. Maryan Ainsworth considera que era muy solicitado porque su estilo "unía la monumentalidad y simplificación formal italiana con el sentido de la luz y la atmósfera nórdicos acompañado de encantadores paisajes locales". El panel central es una especie de  sacra conversazione con la Virgen con el Niño en el centro sentada bajo un dosel, con dos pequeños ángeles azul oscuro sobre ella sosteniendo su corona como Reina del Cielo, mientras a los lados sentadas Catalina, a quien el Niño coloca el anillo mientras en la otra sujeta una manzana, y Bárbara; atrás de pie el Cordero detrás de San Juan Bautista con el báculo cruciforme y señalando al Niño y San Juan Evangelista con la copa envenenada. Entre Catalina y el Bautista un ángel músico y entre Bárbara y el Evangelista otro ángel se arrodilla sosteniendo el Libro de la Sabiduría que la Virgen hojea. Bajo la orla de Catalina la espada y la rueda rota, detrás de Bárbara la torre en mármol. En los capiteles de las columnas de mármol veteado tras los Juanes, aparecen respectivamente la Visión de Zacarías y Nacimiento de Juan y el episodio de la copa del sacerdote de Diana y la resurrección de Drusila. Detrás, a lo lejos más escenas de sus vidas, Juan predicando en el desierto y llevado a prisión, y el Evangelista con su esposa y seguidores en una iglesia y luego de camino a Patmos. La Brujas contemporánea se ve también, con la gran grúa de la ciudad que el hospital usaba para medir el vino, una lucrativa concesión otorgada al hospital en el siglo XIII y a mediados del siglo XV se aseguró el derecho a pescar en el río Reye, actividades plasmadas con detalle. El hermano de negro que aparece mirando hacia la escena principal probablemente sea Jan Floreins o Josse Willems, ambos mantenían la posición de medidor del vino.

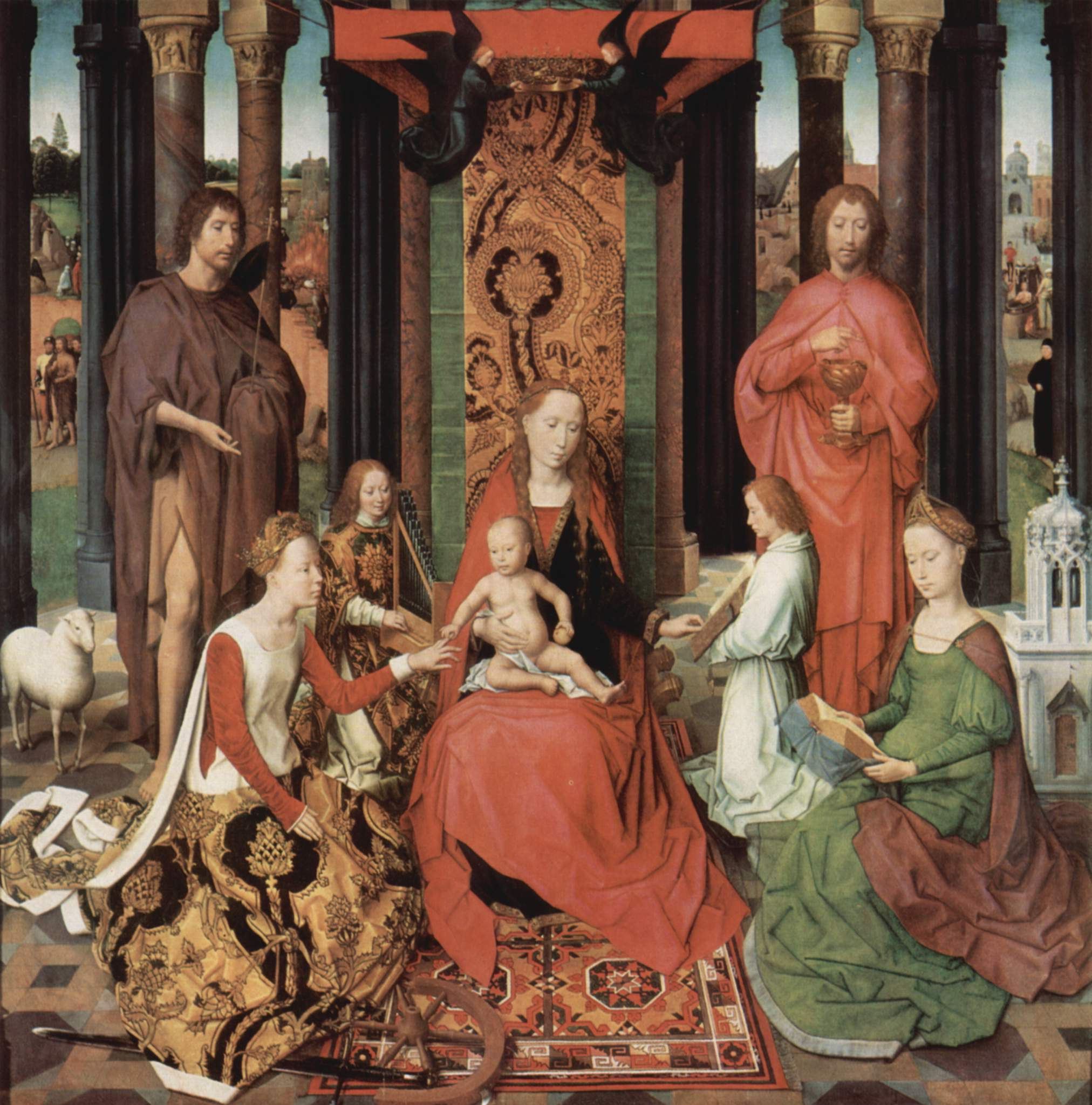
Panel central, Virgen con el Niño entronizada y santos.

En la Degollación, el cuerpo decapitado de Juan yace en diagonal como hacia afuera del cuadro con el verdugo de espaldas entregando la cabeza a Salomé, contenida y con la mirada baja. Sus poses se inspiran en las del Retablo de San Juan Bautista de Rogier van der Weyden. Los dos junto con tres transeúntes gesticulantes rodean el cadáver. La escena se desarrolla en un patio ante el palacio de Herodes, donde al fondo en una pequeña pero de perspectiva correcta sala Salomé danza sin emoción en el banquete. Otra pequeña escena aparece en el paisaje: el bautismo de Cristo, con Dios apareciendo en el cielo en una luminosidad dorada dejando bajar el Espíritu Santo en forma de paloma sobre él.
La visión en Patmos de Juan muestra similar detallismo. El santo aparece sobre un acantilado y ante él se despliega el inicio del Apocalipsis con exacta literalidad. Arriba a la izquierda en el centro de un gran nimbo irisado Dios Padre entronizado rodeado del Tetramorfos y los 24 ancianos sentados, con el libro de los siete sellos en el regazo, mientras al lado el Cordero sobre sus patas traseras los rompe. Siete ángeles sobre el arcoíris tocan las trompetas. Abajo del nimbo delante, otro ángel ante un altar mirando hacia Dios.

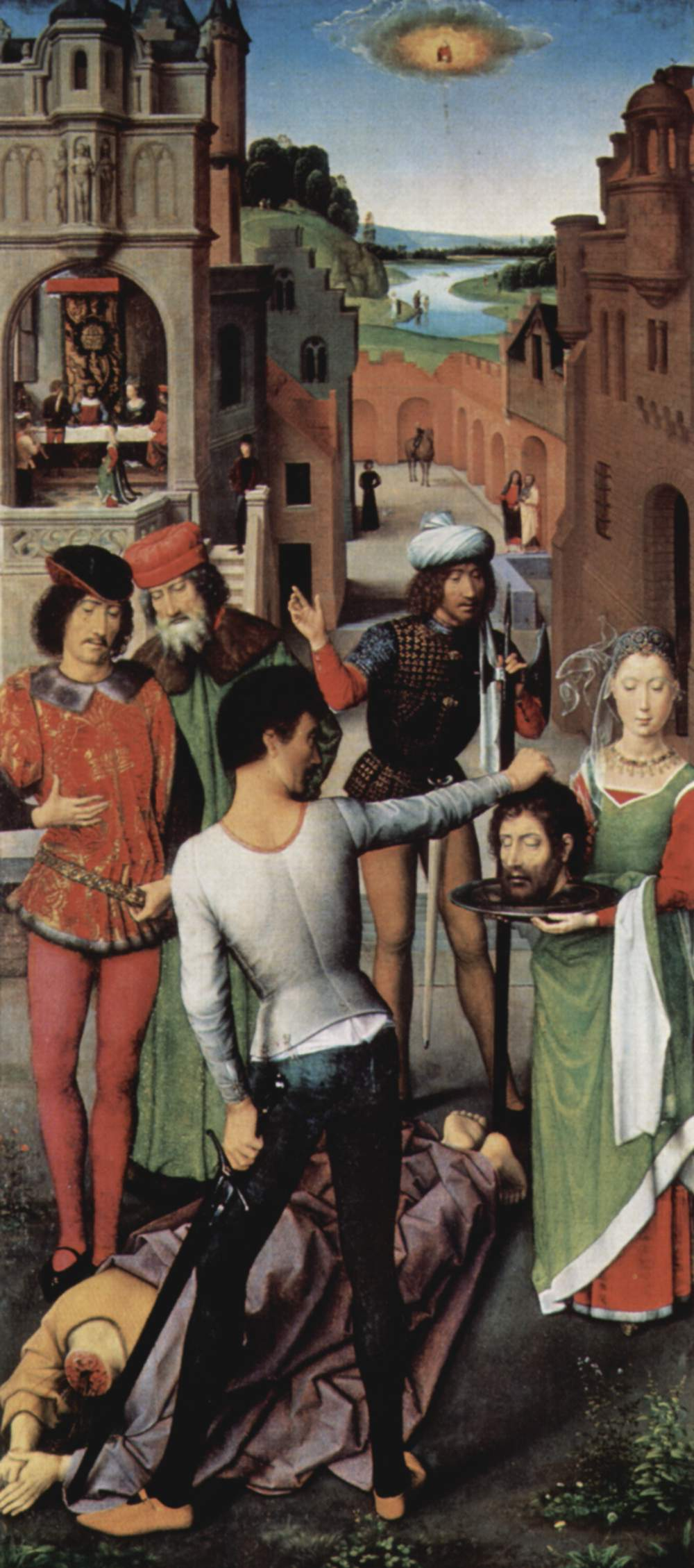
Tabla interior izquierda, la Degollación de Juan el Bautista.

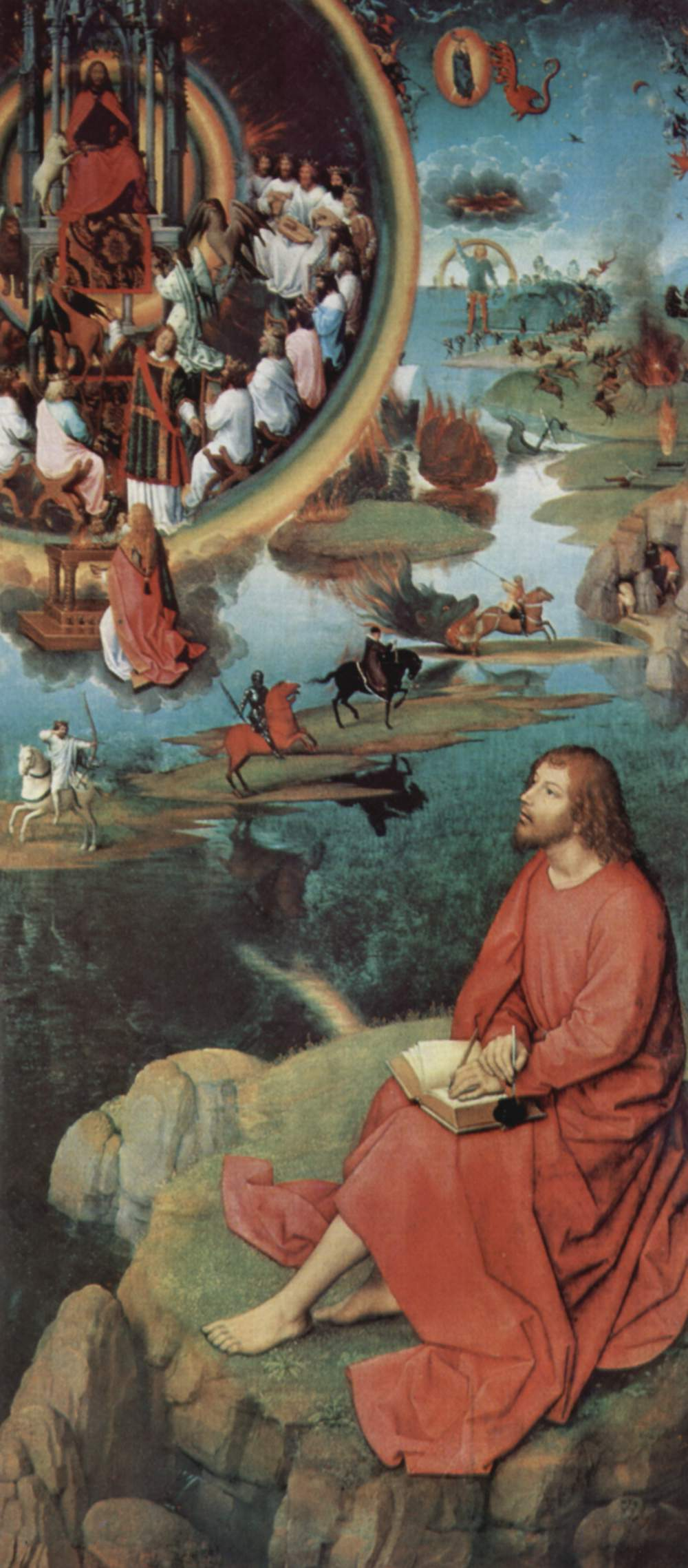
Tabla interior derecha, la Visión en Patmos de Juan el Evangelista.

Abajo, sobre un mar de superficie acristalada, en otras tantas islas planas, cabalgan los Cuatro Jinetes del Apocalipsis. El caballo blanco de la Peste lleva un arquero, la Guerra es un espadachín con armadura sobre un caballo rojizo, el jinete del caballo negro del Hambre sostiene una balanza y el pálido caballo de la Muerte sale de la boca del infierno. En tierra, fuego y granizo quemando árboles y prados, una montaña derrumbándose en el mar, gente intentado esconderse en cuevas y tras ángeles de negra armadura en la costa otro ángel colosal saliendo del mar sobre nubes oscuras. Al lado en el cielo, la Mujer vestida del sol con la luna a los pies, con su Hijo perseguida por la Bestia de siete cabezas coronadas, azotando la cola bajando estrellas contra la tierra. A la derecha son rescatados por San Miguel y sus ángeles que arrojan la Bestia al mar, allí en el horizonte entrega su poder a la otra que emerge de las aguas, en forma de leopardo. Según Blum, es la primera ocasión que se presentan así en la pintura sobre tabla, hasta entonces las visiones se mostraban individualmente, en cambio aquí se las presenta en una única secuencia.

## Retablo completo
Tríptico de las bodas místicas de santa Catalina de Alejandría